# 豐希羅拉戰役
豐希羅拉戰役發生於1810年10月15日，是半島戰爭南部戰場中的一場戰役，少量的華沙大公國的部隊在豐希羅拉的一座中世紀堡壘中與一支規模較大的英西遠征軍之間發生了戰鬥。安德魯·布萊尼在猛烈轟炸下領導了對索海爾城堡的兩棲攻擊，在來自內陸的英、西聯軍的海陸夾攻下，約300名波蘭士兵最終擊潰了進攻部隊，給英軍造成重大損失並俘虜了安德魯·布萊尼將軍。幾名波蘭軍官隨後被拿破崙授予法國榮譽軍團勳章。

## 註腳
1. ↑  Elting 1997，第380-381頁.